# Al-Hamra (poddystrykt)
Al-Hamra – jedna z 4 jednostek administracyjnych trzeciego rzędu (nahijja) dystryktu Hama w muhafazie Hama w Syrii.
W 2004 roku poddystrykt zamieszkiwało 32 604 osób.